# Hamza Mohammed
Hamza Mohammed (ur. 5 listopada 1980 w Kumasi) – ghański piłkarz grający na pozycji pomocnika.

## Kariera klubowa
Karierę piłkarską Mohammed rozpoczął w klubie Real Tamale United. W 1997 roku zadebiutował w jego barwach w pierwszej lidze ghańskiej. W 2002 roku odszedł do Asante Kotoko i wystąpił z nim w przegranym z Wydadem Casablanca finale Pucharu Zdobywców Pucharów. W 2003 roku znów grał w Realu Tamale United, a w 2004 roku w King Faisal Babes (zdobył z nim Top Four Cup). W latach 2005–2006 ponownie był piłkarzem Realu Tamale United.
W 2006 roku Ghańczyk odszedł do nowozelandzkiego New Zealand Knights z Auckland, grającego w A-League. Po pół roku gry w tym klubie przeszedł do rumuńskiego Ceahlăul Piatra Neamț. W połowie 2009 roku wrócił do Ghany i został zawodnikiem King Faisal Babes. W 2011 roku zakończył karierę.

## Kariera reprezentacyjna
W 1999 roku Mohammed wywalczył zdobył brązowy medal Mistrzostw Świata U-17. W dorosłej reprezentacji Ghany zadebiutował w 1999 roku. W 2002 roku podczas Pucharu Narodów Afryki 2002 był w kadrze Ghany rezerwowym i nie rozegrał żadnego spotkania. Z kolei w 2006 roku zagrał we 2 meczach Pucharu Narodów Afryki 2006: z Senegalem (1:0) i z Zimbabwe (1:2).